# Born in the U.S.A.
Born in the U.S.A. ist das siebte Studioalbum von Bruce Springsteen. Es wurde 1984 veröffentlicht und ist sein mit Abstand meistverkauftes Album. Es hielt sich unter anderem in den USA, Großbritannien und Deutschland wochenlang auf dem ersten Platz der Charts.

## Hintergründe
Das Album erscheint als starker Gegensatz zum sehr ruhigen vorherigen Album Nebraska, das solo und nur mit Gitarre, Mundharmonika und Gesang aufgenommen worden war. Insbesondere das an den Anfang gesetzte Titelstück sticht hier hervor. Obwohl viele Lieder zur gleichen Zeit entstanden waren und auch in einer akustischen Version existieren, erwiesen sie sich zusammen mit der E Street Band und in moderner Produktion – so wurden erstmals Synthesizer eingesetzt – insgesamt durchweg als sehr radiofreundlich. Insgesamt wurden sieben Singles aus dem Album ausgekoppelt, die alle die Top 10 der US-Charts erreichten.
Die Mehrzahl wurde zwischen Januar und Mai 1982 aufgenommen, darunter Born in the U.S.A., I’m on Fire, Glory Days und I’m Goin’ Down. Drei weitere Stücke entstanden im Sommer und Herbst 1983, das letzte, Dancing in the Dark, im Februar 1984, nachdem kurzfristig entschieden worden war, dass man noch eine geeignete Vorabsingle benötige, um das Album zu bewerben.
Das Album war zudem die erste in den Vereinigten Staaten hergestellte CD. Die in den Jahren zuvor verkauften CDs waren alle aus Japan importiert worden. 2010 erschien Born in the U.S.A. als CD zusammen mit sechs weiteren Alben Springsteens auf dem CD-Boxset The Collection 1973 – 84.

## Titelliste
Alle Songs wurden von Bruce Springsteen geschrieben.
Seite A
1. Born in the U.S.A. – 4:39
2. Cover Me – 3:26
3. Darlington County – 4:48
4. Working on the Highway – 3:11
5. Downbound Train – 3:35
6. I’m on Fire – 2:36

Seite B
1. No Surrender – 4:00
2. Bobby Jean – 3:46
3. I’m Goin’ Down – 3:29
4. Glory Days – 4:15
5. Dancing in the Dark – 4:01
6. My Hometown – 4:33

## 40th-Anniversary-Editionen
Diese Versionen des Albums erschienen 2024 in verschiedenen Varianten:
1. Vinyl-Edition:
  - Format: Transparent rotes Vinyl
  - Besonderheiten: Gatefold-Cover mit einem neuen 12-seitigen Booklet und einem Essay von Erik Flannigan
  - Veröffentlichungsdatum: 14. Juni 2024
2. CD-Edition:
  - Format: 4CD Deluxe-Set
    - CD 1: Remasterte Version des Originalalbums
    - CD 2–4: Vollständiges Live-Konzert vom 22. August 1985 im Giants Stadium, erstmals offiziell auf CD veröffentlicht.

  - Extras: Deluxe-Format mit einem Foto-Buch und einem zusätzlichen Booklet.
  - Veröffentlichungsdatum: 25. September 2024 exklusiv in Japan.
3. Standard-CD-Version:
  - Eine reguläre CD-Version der Jubiläumsedition wird ebenfalls erhältlich sein, die die remasterte Version des Albums enthält, jedoch ohne die speziellen Extras der Deluxe-Version.[2][3][4]

## Kritiken
Das Album wurde sehr positiv rezensiert. Der Rolling Stone wählte Born in the U.S.A. 2003 auf Platz 85, 2012 auf Platz 86 und 2020 auf Platz 142 der 500 besten Alben aller Zeiten. Es belegt zudem Platz 6 der 100 besten Alben der 1980er Jahre.
In der Auswahl der 500 besten Alben aller Zeiten des New Musical Express erreichte es Platz 428. Pitchfork führt es auf Platz 56 der 200 besten Alben des Jahrzehnts.
2012 wurde das Album in die Grammy Hall of Fame aufgenommen. Born in the U.S.A. gehört zu den 1001 Albums You Must Hear Before You Die.

## Kommerzieller Erfolg

### Chartplatzierungen
In Deutschland hielt es sich 97 Wochen in den Albumcharts und belegte elf Wochen den ersten Platz. Die sieben Singleauskopplungen aus dem Album erreichten alle die US-amerikanischen Top 10.
| ChartsChartplatzierungen       | Höchstplatzierung | Wochen |
| ------------------------------ | ----------------- | ------ |
| Deutschland (GfK)              | 1 (97 Wo.)        | 97     |
| Österreich (Ö3)                | 1 (61 Wo.)        | 61     |
| Schweiz (IFPI)                 | 1 (74 Wo.)        | 74     |
| Vereinigte Staaten (Billboard) | 1 (144 Wo.)       | 144    |
| Vereinigtes Königreich (OCC)   | 1 (136 Wo.)       | 136    |

| ChartsJahrescharts (1984) | Platzierung |
| ------------------------- | ----------- |
| Deutschland (GfK)         | 39          |

| ChartsJahrescharts (1985) | Platzierung |
| ------------------------- | ----------- |
| Deutschland (GfK)         | 1           |
| Österreich (Ö3)           | 3           |
| Schweiz (IFPI)            | 4           |

| ChartsJahrescharts (1986) | Platzierung |
| ------------------------- | ----------- |
| Deutschland (GfK)         | 48          |

### Auszeichnungen für Musikverkäufe
In den USA war Born in the U.S.A. 142 Wochen in den Charts und wurde 17 Millionen Mal (Stand: Mai 2022) verkauft. Die weltweiten Verkäufe belaufen sich auf über 30 Millionen, was das Album zu einem der erfolgreichsten Alben macht.
| Land/Region                  | Auszeichnungen für Musikverkäufe (Land/Region, Auszeichnung, Verkäufe) | Verkäufe   |
| ---------------------------- | ---------------------------------------------------------------------- | ---------- |
| Australien (ARIA)            | 14× Platin                                                             | 980.000    |
| Belgien (BRMA)               | Platin                                                                 | 75.000     |
| Dänemark (IFPI)              | 4× Platin                                                              | 80.000     |
| Deutschland (BVMI)           | 2× Platin                                                              | 1.000.000  |
| Finnland (IFPI)              | 2× Platin                                                              | 108.913    |
| Frankreich (SNEP)            | Platin                                                                 | 300.000    |
| Italien (FIMI)               | 2× Platin                                                              | 100.000    |
| Kanada (MC)                  | Diamant                                                                | 1.000.000  |
| Mexiko (AMPROFON)            | Platin                                                                 | 250.000    |
| Neuseeland (RMNZ)            | 17× Platin                                                             | 255.000    |
| Portugal (AFP)               | Gold                                                                   | 7.500      |
| Schweiz (IFPI)               | 3× Platin                                                              | 150.000    |
| Spanien (Promusicae)         | Gold                                                                   | 50.000     |
| Vereinigte Staaten (RIAA)    | 17× Platin                                                             | 17.000.000 |
| Vereinigtes Königreich (BPI) | 3× Platin                                                              | 900.000    |
| Insgesamt                    | 2× Gold · 57× Platin · 2× Diamant ·                                    | 22.246.413 |

Hauptartikel: Bruce Springsteen/Auszeichnungen für Musikverkäufe